# 飯野村 (富山県)
飯野村（いいのむら）は、かつて富山県下新川郡にあった村。

## 地理
北側は日本海に面する。

## 沿革
- 1889年（明治22年）4月1日 - 町村制の施行により、下新川郡上飯野村、上飯野新村、下飯野村、東狐村、八社開、神子沢村、下飯野新村、五十里村、高瀬新村、芦崎村、高畠新村、蛇沢新村、本村、飛騨五郎八開、笹原新村、臼森村、臼森新村、高堂新村、柴垣新村、道古新村、板屋村の区域の一部、荒俣村の区域の一部及び飛騨村の区域の一部の区域をもって、下新川郡飯野村が発足する。
- 1953年（昭和28年）10月1日 - 下新川郡入善町、新屋村、小摺戸村、青木村、飯野村、上原村、横山村及び椚山村が合併して、下新川郡入善町が発足する。

## 歴代村長
出典→
1. 井田善作（1889年6月22日 - 1890年2月15日）
2. 米島敬忠（1891年10月26日 - 1894年4月9日）
3. 泉脩一（1894年4月16日 - 1900年9月30日）
4. 鍵田吉次郎（1900年10月31日 - 1912年10月30日）
5. 川瀬八郎（1912年11月1日 - 1920年10月17日）
6. 本多清次郎（1920年10月18日 - 1928年10月13日）
7. 川瀬八郎（1928年10月22日 - 1931年3月14日）
8. 本多清次郎（1931年3月18日 - 1935年1月14日）
9. 長田俊一（1935年1月20日 - 1939年2月3日）
10. 井田善左衛門（1939年2月3日 - 1939年12月22日）
11. 川瀬清作（1940年1月7日 - 1944年1月9日）
12. 永原数之（1944年3月7日 - 1947年1月3日）
13. 広瀬清二（1947年4月15日 - 1949年2月16日）
14. 広田秀松（1949年4月1日 - 1952年6月3日）
15. 清田清一（1952年7月15日 - 1953年9月30日）